# Mira Nair
Mira Nair (Bhubaneswar, 15 ottobre 1957) è una regista e sceneggiatrice indiana che vive e lavora a New York.

## Biografia
Mira Nair è nata in una famiglia indiana del ceto medio. Ha studiato sociologia all'università di Delhi. Durante quel periodo ha recitato in una compagnia teatrale amatoriale. A 19 anni ha vinto una borsa di studio ad Harvard ed è partita per gli Stati Uniti.
Il suo primo lungometraggio Salaam Bombay! ha vinto la camera d'oro e il premio del pubblico al Festival di Cannes nel 1988, e ricevuto una nomination agli Oscar. Il film seguente, Mississippi Masala, una storia d'amore tra una giovane indiana e un afro-americano, ha ottenuto tre premi alla Mostra internazionale d'arte cinematografica di Venezia nel 1991. Nel 1995, in La famiglia Perez, con Anjelica Huston e Alfred Molina, ha descritto la vita dei rifugiati cubani a Miami.
Nel 2001 il suo film Monsoon Wedding - Matrimonio indiano, storia di un caotico matrimonio indiano panjabi, è stato un grande successo e ha vinto un Leone d'oro alla Mostra di Venezia. Nel 2004 il suo film La fiera della vanità (Vanity Fair) ha fatto parte della selezione ufficiale della 61ª Mostra di Venezia.
Mira Nair ha anche recitato in alcuni dei suoi film (My Own Country, La famiglia Perez, Mississippi Masala), e oltre a dirigerli ha scritto la sceneggiatura di Kamasutra (Kama Sutra: A Tale of Love) e Salaam Bombay!. 

## Vita privata
Insegna all'università di Columbia a New York ed è la madre di Zohran Mamdani, nel 2025 vincitore delle primarie democratiche per la carica di sindaco della stessa città.

## Filmografia

### Cinema
- Jama Masjid Street Journal (1979)
- So Far from India - documentario (1982)
- India Cabaret - documentario (1985)
- Salaam Bombay! (1988)
- Mississippi Masala (1991)
- La famiglia Perez (The Perez Family) (1995)
- Kamasutra (Kama Sutra: a Tale of Love) (1996)
- The Laughing Club of India - documentario (1999)
- Monsoon Wedding - Matrimonio indiano (Monsoon Wedding) (2001)
- 11 settembre 2001 (11'09"01 - September 11) (2002) - episodio India
- La fiera della vanità (Vanity Fair) (2004)
- Il destino nel nome - The Namesake (The Namesake) (2006)
- New York, I Love You (2009) - episodio segmento Mira Nair
- Amelia (2009)
- Il fondamentalista riluttante (The Reluctant Fundamentalist) (2012)
- Queen of Katwe (2016)

### Televisione
- Children of a Desired Sex – film TV (1987)
- Questo è il mio paese (My Own Country) – film TV (1998)
- Gli occhi della vita (Hysterical Blindness) – film TV (2002)
- Il ragazzo giusto (A Suitable Boy) – miniserie TV, 5 puntate (2020)